# Чикаго-авеню (Чикаго)
Чикаго-Авеню (англ. Chicago Avenue) — главная улица Чикаго, проходящая с востока на запад. Улица проходит в 800-та к северу и от 385-ти к востоку, до 5968-ми к западу, в системе адресов Чикаго, откуда она входит в пригород и входит в несколько различных систем пригородных адресов. Улица начинается на берегу озера Мичиган и Лейк-Шор-Драйв в районе Голд-Кост и Ближнего Норт-Сайда и проходит на запад к 17-й авеню, заканчиваясь недалеко от Лейк-Стрит в парке Мелроуз. Это расстояние примерно в 19,6 км.

## Описание Маршрута
Чикаго-авеню имеет две полосы движения к западу от Остин-авеню и городской черты Чикаго и примерно четыре полосы движения к востоку от Остин-авеню. Как и на большинстве улиц Чикаго, количество и ширина полос варьируются от квартала к кварталу.

## Транспорт
Чикаго-авеню в основном обслуживает 66 автобус Чикаго, между Фэрбенкс-Корт и Остин-авеню.
CTA (Чикагское управление городского транспорта) имеет следующие четыре линии метрополитена, со станциями на Чикаго-авеню:
- Коричневая линия[англ.] / Фиолетовая экспресс линия[англ.] со станцией на Франклин-стрит;
- Красная линия со станцией на Стейт-стрит;
- Синяя линия со станцией на Милуоки-авеню[англ.].